# Knights de Nashville
Les Knights de Nashville sont une franchise professionnelle de hockey sur glace en Amérique du Nord qui évoluait dans l'ECHL. L'équipe siégeait à Nashville dans le Tennessee aux États-Unis.

## Historique
La franchise est créée en 1989. Elle est engagée dans l'ECHL jusqu'à la saison 1996-1997. Elle déménage ensuite pour devenir les Ice Pilots de Pensacola.

## Statistiques
| No | Saison    | PJ | V  | D  | DP | DTB | BP  | BC  | Pts | Classement               | Séries éliminatoires      | Entraîneur                 |
| -- | --------- | -- | -- | -- | -- | --- | --- | --- | --- | ------------------------ | ------------------------- | -------------------------- |
| 1  | 1989-1990 | 60 | 26 | 30 | 4  | -   | 248 | 289 | 56  | 6e place, ligue          | Défaite au premier tour   | Archie Henderson           |
| 2  | 1990-1991 | 64 | 29 | 31 | 4  | -   | 307 | 317 | 62  | 5e place, division Ouest | Non qualifiés             | Peter Horachek             |
| 3  | 1991-1992 | 64 | 24 | 36 | 3  | 1   | 246 | 335 | 52  | 8e place, division Ouest | Non qualifiés             | Frank Anzalone Brock Kelly |
| 4  | 1992-1993 | 64 | 36 | 25 | 2  | 1   | 312 | 305 | 75  | 3e place, division Ouest | Défaite au troisième tour | Nick Fotiu                 |
| 5  | 1993-1994 | 68 | 26 | 36 | 1  | 5   | 255 | 289 | 58  | 3e place, division Ouest | Défaite au premier tour   | Nick Fotiu                 |
| 6  | 1994-1995 | 68 | 32 | 30 | 6  | 0   | 263 | 279 | 70  | 3e place, division Ouest | Défaite au troisième tour | Mark Kumpel                |
| 7  | 1995-1996 | 70 | 42 | 22 | 0  | 6   | 368 | 307 | 90  | 2e place, division Ouest | Défaite au premier tour   | Mark Kumpel                |

## Logos

Logo de 1989 à 1993
Logo de 1993 à 1996